# Paul Carpenter
Pour les articles homonymes, voir Carpenter.
 (avril 2021).
Patrick Paul Lane Carpenter, né le 8 décembre 1921 à Montréal (Québec) et mort le 12 juin 1964 à Londres (Angleterre), est un acteur canadien.

## Biographie
Installé en Angleterre, Paul Carpenter contribue au cinéma à cinquante-trois films, majoritairement britanniques (s'y ajoutent quelques films américains, français ou en coproduction).
Ses deux premiers films sortent en 1946, dont School for Secrets de Peter Ustinov (avec Ralph Richardson) ; les trois derniers sortent en 1964, dont Goldfinger de Guy Hamilton (avec Sean Connery). Entretemps, mentionnons Whisky, Vodka et Jupon de fer de Ralph Thomas (1956, avec Katharine Hepburn), Les Espions d'Henri-Georges Clouzot (1957, avec Gérard Séty) et Maigret voit rouge de Gilles Grangier (1963, avec Jean Gabin).
À la télévision britannique, outre deux téléfilms (1957-1961), il apparaît dans vingt séries à partir de 1954 ; la dernière est Le Saint (un épisode, 1963).
Également acteur de théâtre, lors des répétitions de la pièce The First Fish de Frank Tarloff (avec Moira Lister), en 1964 à Londres, Paul Carpenter meurt prématurément dans sa loge (à 42 ans, de cause inconnue). 

## Filmographie partielle

### Cinéma
- 1948 : Conditions difficiles (Uneasy Terms) de Vernon Sewell
- 1946 : School for Secrets de Peter Ustinov : Flight-Lieutenant Argylle
- 1949 : Le Troisième Homme (The Third Man) de Carol Reed : un militaire de la patrouille internationale
- 1949 : Landfall de Ken Annakin : Morgan
- 1954 : Face the Music de Terence Fisher : Johnny Sutherland
- 1954 : Les Gens de la nuit (Night People) de Nunnally Johnson : Eddie Whitby
- 1954 : Duel dans la jungle (Duel in the Jungle) de George Marshall : un employé de la Pan American
- 1954 : Meurtres sans empreintes (A Stranger Came Home) de Terence Fisher : Bill Saul
- 1954 : Évasion (The Young Lovers) d'Anthony Asquith : Gregg Pearson
- 1954 : Mask of Dust de Terence Fisher : l'annonceur des courses
- 1955 : Rendez-vous à Rio (Doctor at Sea) de Ralph Thomas : un capitaine
- 1956 : Whisky, Vodka et Jupon de fer (The Iron Petticoat) de Ralph Thomas : le major Lewis
- 1956 : Vainqueur du ciel (Reach for the Sky) de Lewis Gilbert : Hall
- 1956 : Fire Maidens from Outer Space de Cy Roth : le capitaine Larson
- 1956 : La Bataille du Rio de la Plata (The Battle of the River Plate) de Michael Powell et Emeric Pressburger : le journaliste américain en Uruguay
- 1957 : Les Espions d'Henri-Georges Clouzot : le colonel Jack W. Howard
- 1958 : Tueurs à gages (Intent to Kill) de Jack Cardiff : O'Brien
- 1959 : Jet Storm de Cy Endfield : George Towers
- 1960 : Un cadeau pour le patron (Surprise Package) de Stanley Donen : un cadre de la télévision
- 1963 : Maigret voit rouge de Gilles Grangier : Harry McDonald
- 1964 : Beauty Jungle (The Beauty Jungle) de Val Guest : un touriste américain
- 1964 : Les Premiers Hommes dans la Lune (First Men in the Moon) de Nathan Juran : un journaliste de L'Express
- 1964 : Goldfinger de Guy Hamilton : un général américain à l'aéroport

### Télévision
(séries)
- 1958 : L'Homme invisible (The Invisible Man), saison 1, épisode 2 Crise dans le désert (Crisis in the Desert), épisode 3 Derrière le masque (Behind the Mask) et épisode 4 La Chambre close (The Looked Room), réalisés par C.M. Pennington-Richards : l'homme invisible (voix)
- 1963 : Le Saint (The Saint), saison 2, épisode 26 Une épouse modèle (The Ever-Loving Spouse) : Brent Kingman